# Alice Wiese
Alice Wiese (født 3. april 1943) er tidligere en dansk atlet. Hun var medlem af Kastrup Tårnby Atletik og Frederiksberg IF (1970-1972).
I 1971 satte Alice Wiese sammen med Vivi Markussen, Inge Voigt og Marianne Flytting dansk rekord på 4 x 100 meter med tiden 47,3.

## Danske mesterskaber
- Bronze 1976 100 meter hæk 15,03
- Guld 1975 Kuglestød -inde 11.85
- Bronze 1973 200 meter 25,1
- Sølv 1972 200 meter 25,2
- Bronze 1972 Højdespring 1,63
- Guld 1972 Ottekamp
- Guld 1971 Femkamp
- Guld 1971 Nikamp
- Bronze 1971 Højdespring 1,63
- Guld 1971 4 x 100 meter
- Guld 1971 Danmarksturneringen
- Guld 1970 Ottekamp
- Guld 1970 Danmarksturneringen
- Sølv 1968 Højdespring 1,61
- Guld 1967 Højdespring 1,63